# Salzsteppe

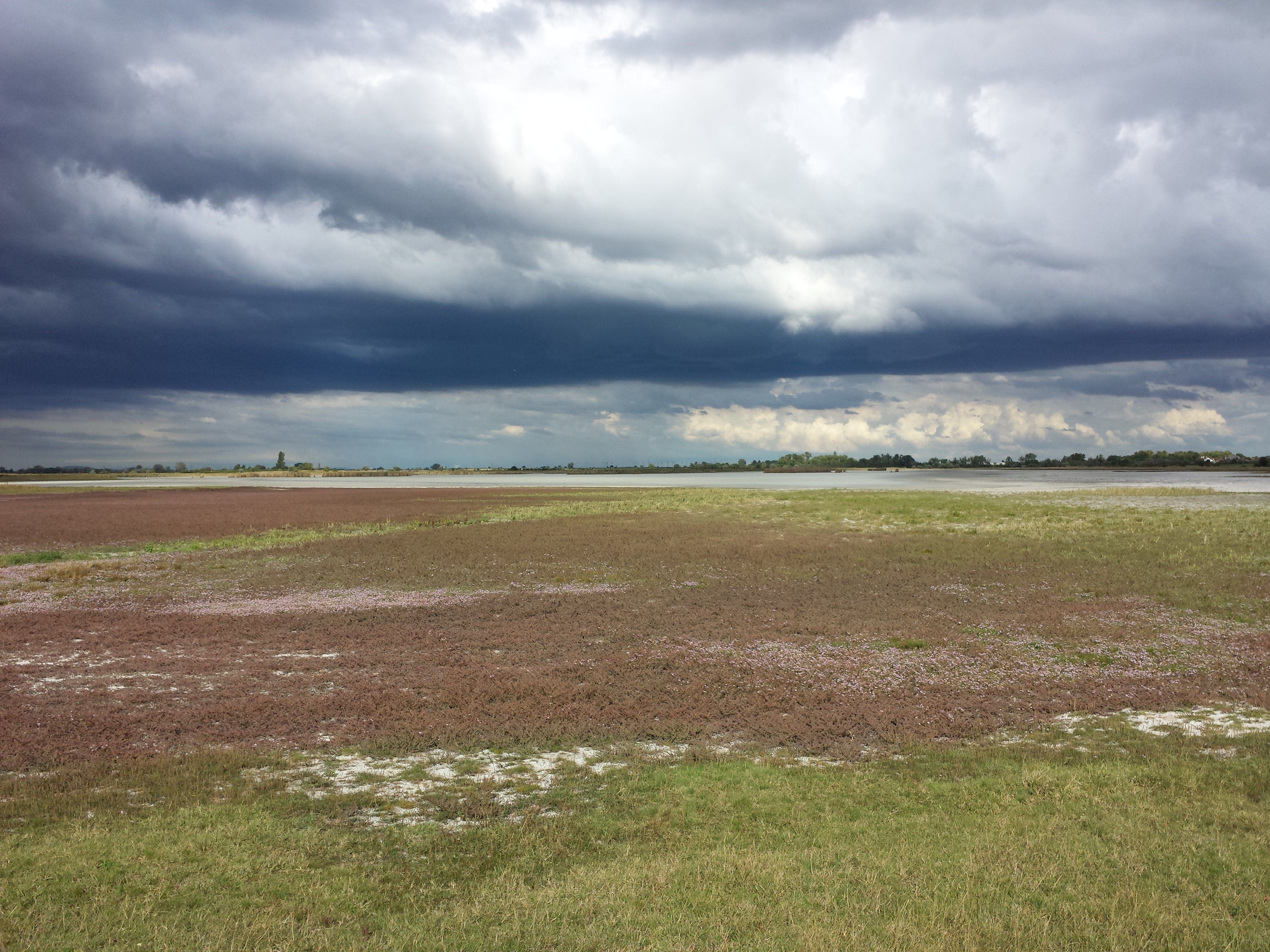
Salzsteppe im Seewinkel

Eine Salzsteppe ist eine Substratsteppe, bei welcher der Oberboden durch aufsteigendes Grundwasser stark mit Kochsalz, seltener auch mit Kalk oder Gips angereichert ist., z. B. in Meeresnähe, aber auch in abflusslosen Senken mit austrocknenden Seen.

## Vorkommen
Salzsteppen gibt es auf allen Kontinenten mit Ausnahme der Antarktis, z. B. sind neben Küstengebieten Teile der Kalahari oder der Puszta Salzsteppen. Die westlichste Binnensalzsteppe in Europa liegt in der Region Seewinkel.

## Biotop
In Salzsteppen finden sich oft auch Bereiche von Salzsumpfwiesen und Salztrockenrasen. Hier wachsen salztolerante Salzpflanzen, die zum Teil nur hier anzutreffen sind, z. B. Salz- oder Strandbeifuß, Grau-Astern, Salz-Hasenohr und Salzmelden. Die weitgehend baumlose Landschaft bietet Lebensräume für selten gewordene Bodenbrüter wie der Großtrappe.

## Gefährdung
Auch wenn Salzsteppen oft durch Austrocknen eines Sees, z. B. des Aralsees oder des Urmiasees entstehen, kann die Änderung des Grundwasserspiegels die Flora einer bestehenden Salzsteppe gefährden. Weitere Gefährdung entsteht durch Verbuschung aufgrund wegfallender Viehbewirtschaftung oder in dicht besiedelten Gebieten durch die Düngung angrenzender Äcker.